# Walter Lantz
Walter Lantz, född 27 april 1899 i New Rochelle, New York, död 22 mars 1994 i Burbank, Kalifornien, var en amerikansk animatör, filmregissör och filmproducent. Mest ihågkommen för att ha skapat den tecknade figuren Hacke Hackspett (Woody Woodpecker) som förekom i 194 tecknade kortfilmer mellan åren 1940 och 1972.

## Karriär
Walter Lantz började sin karriär som animatör som 18-åring när han arbetade för William Randolph Hearsts nystartade animationsstudio. 1927 flyttade han till Hollywood där han hittade på skämt åt Mack Sennett och senare för Hal Roach och deras filmer. 1928 anställdes Lantz av Charles Mintz som regissör för kortfilmerna om Oswald the Lucky Rabbit för Universal. Tidigare samma år hade Mintz och hans svåger George Winkler lyckats kapa åt sig rättigheterna till Oswald från figurens verklige skapare Walt Disney. När Lantz fick anställning på filmbolaget Universal erbjöd Carl Laemmle honom arbetet som chef för deras nya animationsstudio. Lantz slog vad med Laemmle att om han kunde slå honom i poker skulle han få rättigheterna till Oswald, vilket Lantz hade turen att göra.
1935 bytte studion namn till Walter Lantz Studio och fem år senare lyckades Lantz också få egen copyright på sina figurer. Den första figuren som rönte någon särskild uppmärksamhet var Andy Panda som debuterade i kortfilmen Life Begins for Andy Panda 1939. Året efter dök en störande hackspett upp och gjorde livet surt för Andy och därmed var Lantz lycka gjord.
Hacke Hackspetts röst gjordes ursprungligen av den i animationssammanhang flitigt anlitade Mel Blanc (Snurre Sprätt och Barney i Familjen Flinta för att bara nämna två exempel). Från tidigt 1950-tal tog emellertid Lantz hustru Grace Stafford över uppgiften.
Bland senare figurer som blev återkommande stjärnor i Lantz produktion kan nämnas pingvinen Chilly Willy (på sv. Pelle Pingvin) och poliskommissarien Inspector Willoughby.
1979 erhöll Lantz en heders-Oscar.